# Куркін Володимир Гаврилович
Володи́мир Гаври́лович Ку́ркін (6 серпня 1942, Луганськ — 16 листопада 2009, Луганськ) — радянський і український актор, режисер, педагог. Народний артист України (1997).

## Життєпис
1959—1960 — навчання в студії при Луганському українському музично-драматичному театрі (курс Альберта Бондаренка).
1971 — закінчив Державний інститут театрального мистецтва у Москві (курс Йосипа Раєвського).
1960—1975 — актор Луганського українського музично-драматичного театру.
1975—1977 — актор Донецького українського музично-драматичного театру ім. Артема.
1977—1990 — актор Дніпропетровського російського драматичного театру ім. М. Горького.
Від 1990 — знову в Луганському театрі.
Від 2007 — професор кафедри акторської майстерності Луганського інституту культури і мистецтв.
Автор книги «Театр мого серця» (Луганськ, 2007).

## Ролі в театрі
- Аттіліо, Доменіко («Циліндр», «Філумена Мартурано» Е. де Філіппо)
- Воєвода («Свіччине весілля» І. Кочерги)
- Гірей, Цибуля («Маруся Богуславка», «Сорочинський ярмарок» М. Старицького)
- Герб Такер («Хочу зніматися в кіно» Н. Саймона)
- Глоба («Титарівна» М. Кропивницького)
- Гнат («Безталанна» І. Карпенка-Карого)
- Гриць («У неділю рано зілля копала» за О. Кобилянською)
- Жорж («Розлучення по-французьки» Ф. Кампо)
- Кирдяга («Тарас Бульба» за М. Гоголем)
- Капніст («Поет і княжна» В. Канівця)
- Лопахін («Вишневий сад» А. Чехова)
- Лоренцо («Ромео і Джульєтта» В. Шекспіра)
- Майор («Дами і гусари» А. Фредро)
- Микита («Влада темряви» О. Толстого)
- Професор Лобкович («Розп'яті» В. Винниченка)
- Тевано («Учитель танців» Лопе де Веґи)
- Улдіс («Вій, вітерець!» Я. Райніса)
- Хома («Назар Стодоля» Т. Шевченка)
- Ярослав («Шалена співачка з невідомим» В. Тарасова)
- Яровий («Любов Ярова» К. Треньова)

## Ролі в кіно
- 1990 — Війна на західному напрямку (Пилип Голіков)
- 1983 — Провал операції «Велика ведмедиця» (Петро Крук)

## Вистави
- 1991 — «Гріховодник» Л. Никоненка
- 1992 — «Жіночий бунт» за М. Шолоховим
- 1994 — «ТОБЕЖ» Б. Нушича, «Пан Коцький» М. Лисенка
- 1996 — «Виходили бабці заміж» Ф. Булякова
- 2003 — «Золотий ключик» за О. Толстим

## Визнання
- 1970 — Знак «Шахтарська слава» III ступеня
- 1987 — Заслужений артист України
- 1997 — Народний артист України
- 2001 — Премія ім. М. Крушельницького Національної спілки театральних діячів України